# 분닥 세인트 2
《분닥 세인트 2》(The Boondock Saints II: All Saints Day)는 미국에서 제작된 트로이 듀피 감독의 2009년 액션, 범죄, 드라마, 스릴러 영화이다. 이 영화는 1999년 영화 분닥 세인트의 후속 작품이다. 숀 패트릭 프레너리 등이 주연으로 출연하였고 크리스 브링커 등이 제작에 참여하였다.

## 출연

### 주연
- 숀 패트릭 프레너리
- 노만 리더스
- 빌리 코놀리
- 클리프톤 콜린스 주니어
- 줄리 벤즈

### 조연
- 밥 말리
- 브라이언 마호니
- 데이빗 페리
- 데이빗 델라 로코
- 피터 폰다
- 다니엘 드샌토
- 제라르 파케스
- 매튜 렘세
- 로버트 모리엘

## 기타
- 협력프로듀서: 캐서린 고어디어
- 미술: 댄 야히
- 세트: 스티브 쉐척
- 의상: 조지아나 야히
- 배역: 베로니카 콜린스

## 개봉
이 영화의 예고편은 2009년 9월 2일 IGN을 통해 온라인으로 출시되었다. 이 영화는 미국 대륙의 북동부, 서부 지역의 67개 극장에서 개봉되었으며 그 다음 여러 주간 더 많은 극장에 점진적으로 개봉되었다.

## 홈 미디어
2010년 3월 9일, 이 영화는 싱글 디스크 DVD와 2디스크 스틸북 스페셜 에디션 DVD로 출시되었으며, 블루레이의 경우 삭제된 장면, 오디오 주석 등 특별 기능이 포함되었다. 2012년 6월, 한정판 DVD를 통해 50,000,000 달러의 수익을 거둬들였다.

## 사운드트랙
1. "Ireland Intro", Jeff Danna (0:42)
2. "Line of Blood", Ty Stone (3:49)
3. "B.O.S.M", The Dirges (2:08)
4. "Plastic Jesus", Taylor Duffy (4:27)
5. "Eclipse", Radiant-X (0:57)
6. "Balls Deep", Sean C (3:42)
7. "Better Days", The Dirges (4:05)
8. "Requiem Massive", Radiant-X (2:02)
9. "Real Thang", Ty Stone (3:10)
10. "Holiday", The Dirges (3:03)
11. "The Wreckoning", Radiant-X (2:14)
12. "Holy Fool", The Boondock Saints (4:16)
13. "The Saints Are Coming", The Skids (2:51)
14. "Saints From The Streets", Jeff Danna (2:56)
15. "Crew Cut vs. Poppa M", Jeff Danna (1:48)
16. "Young Noah", Jeff Danna (1:55)
17. "Ireland", Jeff Danna (2:22)
18. "Noah's Vendetta", Jeff Danna (1:36)
19. "Fake-bake Shake", Jeff Danna (1:40)
20. "Skyscraper Assault", Jeff Danna (3:02)
21. "The Last Gun Battle", Jeff Danna (1:55)
22. "Get Them Out", Jeff Danna (2:04)
23. "Blood Of Cu Chulainn 2010", Jeff Danna & Mychael Danna (4:06)